# Autriche aux Jeux olympiques d'été de 2024
L'Autriche participe aux Jeux olympiques de 2024 à Paris. Il s'agit de sa 29e participation à des Jeux olympiques d'été.
La judokate Michaela Polleres et le kayakiste Felix Oschmautz sont nommés porte-drapeau de la délégation en juillet 2024.

## Nombre d’athlètes qualifiés par sport
Voici la liste des qualifiés et sélectionnés autrichiens par sport (remplaçants compris) :
| Sport                                                                  | Hommes | Femmes | Total |
| ---------------------------------------------------------------------- | ------ | ------ | ----- |
| Athlétisme                                                             | 4      | 3      | 7     |
| Aviron                                                                 | 0      | 3      | 3     |
| Badminton                                                              | 1      | 0      | 1     |
| Canoë-kayak                                                            | 1      | 2      | 3     |
| Cyclisme                                                               | 6      | 4      | 10    |
| Équitation                                                             | 7      | 3      | 10    |
| Escalade                                                               | 1      | 1      | 2     |
| Golf                                                                   | 1      | 2      | 3     |
| Gymnastique                                                            | 1      | 1      | 2     |
| Judo                                                                   | 3      | 3      | 6     |
| Sports aquatiques • Natation sportive • Plongeon • Natation artistique | 6      | 5      | 11    |
| Taekwondo                                                              | 0      | 1      | 1     |
| Tennis                                                                 | 1      | 1      | 2     |
| Tennis de table                                                        | 1      | 1      | 2     |
| Tir                                                                    | 3      | 2      | 5     |
| Tir à l'arc                                                            | 0      | 1      | 1     |
| Triathlon                                                              | 2      | 1      | 4     |
| Voile                                                                  | 5      | 4      | 9     |
| Beach-volley                                                           | 2      | 0      | 2     |
| Total                                                                  | 45     | 37     | 82    |

## Bilan général
| Sport    | Médaille d'or, Jeux olympiques | Médaille d'argent, Jeux olympiques | Médaille de bronze, Jeux olympiques | Total | Rang pays |
| -------- | ------------------------------ | ---------------------------------- | ----------------------------------- | ----- | --------- |
| Voile    | 2                              | 0                                  | 0                                   | 2     | 2e        |
| Escalade | 0                              | 0                                  | 2                                   | 2     | 6e        |
| Judo     | 0                              | 0                                  | 1                                   | 1     | 20e       |
| Total    | 2                              | 0                                  | 3                                   | 5     | 36e       |

| Jour       | Médaille d'or, Jeux olympiques | Médaille d'argent, Jeux olympiques | Médaille de bronze, Jeux olympiques | Total |
| ---------- | ------------------------------ | ---------------------------------- | ----------------------------------- | ----- |
| 31 juillet | 0                              | 0                                  | 1                                   | 1     |
| 8 août     | 1                              | 0                                  | 0                                   | 1     |
| 9 août     | 1                              | 0                                  | 1                                   | 2     |
| 10 août    | 0                              | 0                                  | 1                                   | 1     |
| Total      | 2                              | 0                                  | 3                                   | 5     |

| Sexe   | Médaille d'or, Jeux olympiques | Médaille d'argent, Jeux olympiques | Médaille de bronze, Jeux olympiques | Total |
| ------ | ------------------------------ | ---------------------------------- | ----------------------------------- | ----- |
| Hommes | 1                              | 0                                  | 1                                   | 2     |
| Femmes | 0                              | 0                                  | 2                                   | 2     |
| Mixte  | 1                              | 0                                  | 0                                   | 1     |
| Total  | 2                              | 0                                  | 3                                   | 5     |

## Médaillés
| Sport | Discipline   | Athlète(s)             | Performance | Date   |
| ----- | ------------ | ---------------------- | ----------- | ------ |
| Voile | 470          | Lukas Mähr Lara Vadlau | 1ers        | 8 août |
| Voile | Formula Kite | Valentin Bontus        | 20 pts      | 9 août |

| Sport    | Discipline            | Athlète(s)        | Performance               | Date       |
| -------- | --------------------- | ----------------- | ------------------------- | ---------- |
| Judo     | Moins de 70 kg femmes | Michaela Polleres | 10 - 00 contre Ai Tsunoda | 31 juillet |
| Escalade | Combiné hommes        | Jakob Schubert    | 139.6                     | 9 août     |
| Escalade | Combiné femmes        | Jessica Pilz      | 147.4                     | 10 août    |

## Résultats

### Athlétisme

#### Hommes
| Athlètes          | Épreuve     | Premier tour (ou tour préliminaire) | Premier tour (ou tour préliminaire) | Repêchage (ou premier tour) | Repêchage (ou premier tour) | Demi-finales | Demi-finales | Finale  | Finale  |
| Athlètes          | Épreuve     | Temps                               | Rang                                | Temps                       | Rang                        | Temps        | Rang         | Temps   | Rang    |
| ----------------- | ----------- | ----------------------------------- | ----------------------------------- | --------------------------- | --------------------------- | ------------ | ------------ | ------- | ------- |
| Markus Fuchs      | 100 m       | 10 s 59                             | 8e                                  | Eliminé                     | Eliminé                     | Eliminé      | Eliminé      | Eliminé | Eliminé |
| Raphael Pallitsch | 1 500 m     | 3 min 38 s 20                       | 11e                                 | 3 min 39 s 32               | 13e                         | Eliminé      | Eliminé      | Eliminé | Eliminé |
| Enzo Diessl       | 110 m haies | 13 s 63                             | 6e                                  | 13 s 56                     | 4e                          | Eliminé      | Eliminé      | Eliminé | Eliminé |

| Athlètes            | Épreuve          | Qualification | Qualification | Finale      | Finale |
| Athlètes            | Épreuve          | Performance   | Rang          | Performance | Rang   |
| ------------------- | ---------------- | ------------- | ------------- | ----------- | ------ |
| Lukas Weißhaidinger | Lancer du disque | 66,72 m       | 3e            | 67,54 m     | 5e     |

#### Femmes
| Athlètes           | Épreuve  | Premier tour (ou tour préliminaire) | Premier tour (ou tour préliminaire) | Repêchage (ou premier tour) | Repêchage (ou premier tour) | Demi-finales | Demi-finales | Finale          | Finale  |
| Athlètes           | Épreuve  | Temps                               | Rang                                | Temps                       | Rang                        | Temps        | Rang         | Temps           | Rang    |
| ------------------ | -------- | ----------------------------------- | ----------------------------------- | --------------------------- | --------------------------- | ------------ | ------------ | --------------- | ------- |
| Susanne Gogl-Walli | 400 m    | 50 s 67                             | 3e                                  | Non disputé                 | Non disputé                 | 51 s 17      | 7e           | Eliminé         | Eliminé |
| Julia Mayer        | Marathon | Non disputé                         | Non disputé                         | Non disputé                 | Non disputé                 | Non disputé  | Non disputé  | 2 h 35 min 14 s | 55e     |

| Athlètes        | Épreuve           | Qualification | Qualification | Finale      | Finale  |
| Athlètes        | Épreuve           | Performance   | Rang          | Performance | Rang    |
| --------------- | ----------------- | ------------- | ------------- | ----------- | ------- |
| Victoria Hudson | Lancer du javelot | 59,69 m       | 9e            | Eliminé     | Eliminé |

### Aviron
| Athlètes                            | Compétition                | Série         | Série | Repêchage     | Repêchage | Quart de finale | Quart de finale | Demi-finale   | Demi-finale | Finale        | Finale |
| Athlètes                            | Compétition                | Temps         | Rang  | Temps         | Rang      | Temps           | Rang            | Temps         | Rang        | Temps         | Rang   |
| ----------------------------------- | -------------------------- | ------------- | ----- | ------------- | --------- | --------------- | --------------- | ------------- | ----------- | ------------- | ------ |
| Magdalena Lobnig                    | Skiff                      | 7 min 39 s 39 | 2e    | Dispensé      | Dispensé  | 7 min 40 s 7    | 3e              | 7 min 40 s 2  | 6e          | 7 min 30 s 54 | 10e    |
| Louisa Altenhuber Lara Tiefenthaler | Deux de couple poids léger | 7 min 24 s 14 | 4e    | 7 min 17 s 77 | 2e        | Non disputé     | Non disputé     | 7 min 19 s 70 | 5e          | 7 min 10 s 2  | 10e    |

### Badminton
| Athlète                   | Compétition   | Phase de groupes                       | Phase de groupes                          | Phase de groupes | 1/8e de finale   | Quarts de finale | Demi-finales     | Finale / 3e place | Finale / 3e place |
| Athlète                   | Compétition   | Adversaire Score                       | Adversaire Score                          | Rang             | Adversaire Score | Adversaire Score | Adversaire Score | Adversaire Score  | Rang              |
| ------------------------- | ------------- | -------------------------------------- | ----------------------------------------- | ---------------- | ---------------- | ---------------- | ---------------- | ----------------- | ----------------- |
| Collins-Valentine Filimon | Simple hommes | Battu par Anders Antonsen 21-10, 21-18 | Battu par Ade Resky Dwicahyo 21-18, 21-11 | 3e du gr. E      | Eliminé          | Eliminé          | Eliminé          | Eliminé           | 27e               |

### Canoë-kayak

#### Slalom
| Athlète             | Compétition | Éliminatoires | Éliminatoires | Éliminatoires | Éliminatoires | Éliminatoires  | Éliminatoires | Demi-finales | Demi-finales | Finale  | Finale  |
| Athlète             | Compétition | Manche 1      | Manche 1      | Manche 2      | Manche 2      | Meilleur temps | Rang          | Demi-finales | Demi-finales | Finale  | Finale  |
| Athlète             | Compétition | Temps         | Rang          | Temps         | Rang          | Meilleur temps | Rang          | Temps        | Rang         | Temps   | Rang    |
| ------------------- | ----------- | ------------- | ------------- | ------------- | ------------- | -------------- | ------------- | ------------ | ------------ | ------- | ------- |
| Felix Oschmautz     | K1 hommes   | 90 s 07       | 15e           | 92 s 40       | 16e           | 90 s 07        | 10e           | 91 s 83      | 4e           | 90 s 21 | 10e     |
| Viktoria Wolffhardt | C1 femmes   | 114 s 27      | 17e           | 110 s 39      | 12e           | 110 s 39       | 17e           | 120 s 78     | 14e          | Eliminé | Eliminé |
| Corinna Kuhnle      | K1 femmes   | 98 s 24       | 11e           | 95 s 67       | 8e            | 95 s 67        | 8e            | 106 s 25     | 12e          | 103 s 9 | 10e     |

| Athlète             | Compétition | Contre-la-montre | Contre-la-montre | Séries | Quarts de finale | Demi- finales | Finale  |
| Athlète             | Compétition | Temps            | Rang             | Rang   | Rang             | Rang          | Rang    |
| ------------------- | ----------- | ---------------- | ---------------- | ------ | ---------------- | ------------- | ------- |
| Felix Oschmautz     | KX1 hommes  | 67 s 87          | 7e               | 1er    | Eliminé          | Eliminé       | Eliminé |
| Corinna Kuhnle      | KX1 femmes  | 76 s 55          | 22e              | 4e     | Eliminé          | Eliminé       | Eliminé |
| Viktoria Wolffhardt | KX1 femmes  | 80 s 83          | 32e              | 3e     | Eliminé          | Eliminé       | Eliminé |

### Cyclisme

#### Piste
| Athlète    | Compétition | Scratch | Course tempo | Élimination | Course aux points | Course aux points | Total | Rang |
| Athlète    | Compétition | Rang    | Rang         | Rang        | Points            | Rang              | Total | Rang |
| ---------- | ----------- | ------- | ------------ | ----------- | ----------------- | ----------------- | ----- | ---- |
| Tim Wafler | Hommes      | 13e     | 16e          | 19e         | 25                | 7e                | 55    | 13e  |

| Athlète                           | Épreuve | Points | Tours | Classement |
| --------------------------------- | ------- | ------ | ----- | ---------- |
| Maximilian Schmidbauer Tim Wafler | Hommes  | 5      | -60   | 15e        |

#### Route
| Athlète             | Compétition      | Temps           | Rang |
| ------------------- | ---------------- | --------------- | ---- |
| Felix Großschartner | Course en ligne  | 6 h 21 min 54 s | 26e  |
| Marco Haller        | Course en ligne  | 6 h 20 min 50 s | 6e   |
| Felix Großschartner | Contre-la-montre | 38 min 17 s 36  | 19e  |

| Athlète                 | Compétition      | Temps          | Rang |
| ----------------------- | ---------------- | -------------- | ---- |
| Anna Kiesenhofer        | Course en ligne  | 4 h 7 min 16 s | 52e  |
| Christina Schweinberger | Course en ligne  | 4 h 4 min 23 s | 28e  |
| Anna Kiesenhofer        | Contre-la-montre | 46 min 28 s 88 | 33e  |
| Christina Schweinberger | Contre-la-montre | 41 min 52 s 02 | 10e  |

#### VTT
| Athlète            | Compétition | Temps           | Rang |
| ------------------ | ----------- | --------------- | ---- |
| Maximilian Foidl   | Hommes      | 1 h 31 min 26 s | 22e  |
| Mona Mitterwallner | Femmes      | 1 h 34 min 44 s | 18e  |
| Laura Stigger      | Femmes      | 1 h 30 min 15 s | 6e   |

### Équitation
| Athlète                                               | Cheval                                           | Compétition | Grand Prix | Grand Prix | Grand Prix Spécial | Grand Prix Spécial | Grand Prix Freestyle | Rang    |
| Athlète                                               | Cheval                                           | Compétition | Score      | Rang       | Score              | Total              | Score                | Rang    |
| ----------------------------------------------------- | ------------------------------------------------ | ----------- | ---------- | ---------- | ------------------ | ------------------ | -------------------- | ------- |
| Florian Bacher Stefan Lehfellner Victoria Max-Theurer | Fidertraum Old Roberto Carlos MT Abegglen FH NRW | Par équipes | 213.493    | 8e         | 211.505            | 424.998            | Non disputé          | 9e      |
| Florian Bacher                                        | Fidertraum Old                                   | Individuel  | 71.009     | 26e        | Non disputé        | Non disputé        | Eliminé              | Eliminé |
| Stefan Lehfellner                                     | Roberto Carlos MT                                | Individuel  | 68.183     | 45e        | Non disputé        | Non disputé        | Eliminé              | Eliminé |
| Victoria Max-Theurer                                  | Abegglen FH NRW                                  | Individuel  | 74.301     | 14e        | Non disputé        | Non disputé        | 75.375               | 17e     |

| Athlète                                      | Cheval                                      | Compétition | Qualification | Qualification | Qualification | Qualification | Qualification | Finale    | Finale    | Finale    | Finale  | Finale  |
| Athlète                                      | Cheval                                      | Compétition | Pénalités     | Pénalités     | Pénalités     | Temps         | Rang          | Pénalités | Pénalités | Pénalités | Temps   | Rang    |
| Athlète                                      | Cheval                                      | Compétition | Saut          | Temps         | Total         | Temps         | Rang          | Saut      | Temps     | Total     | Temps   | Rang    |
| -------------------------------------------- | ------------------------------------------- | ----------- | ------------- | ------------- | ------------- | ------------- | ------------- | --------- | --------- | --------- | ------- | ------- |
| Max Kuehner Katharina Rhomberg Gerfried Puck | Elektrik Blue P Colestus Cambridge Naxcel V | Par équipes | 16 8 4        | 0             | 28            | 229.84        | 13e           | Eliminé   | Eliminé   | Eliminé   | Eliminé | Eliminé |
| Max Kuehner                                  | Elektrik Blue P                             | Individuel  | 4             | 0             | 4             | 73.04         | 26e           | 4         | 0         | 4         | 81.29   | 7e      |
| Katharina Rhomberg                           | Colestus Cambridge                          | Individuel  | 4             | 0             | 4             | 75.55         | 36e           | Eliminé   | Eliminé   | Eliminé   | Eliminé | Eliminé |
| Gerfried Puck                                | Naxcel V                                    | Individuel  | 12            | 0             | 12            | 77.34         | 59e           | Eliminé   | Eliminé   | Eliminé   | Eliminé | Eliminé |

| Athlète       | Cheval            | Compétition | Dressage  | Dressage | Cross-country | Cross-country | Cross-country | Saut d'obstacles | Saut d'obstacles | Saut d'obstacles | Saut d'obstacles | Saut d'obstacles | Saut d'obstacles | Total     | Total |
| Athlète       | Cheval            | Compétition | Dressage  | Dressage | Cross-country | Cross-country | Cross-country | Qualification    | Qualification    | Qualification    | Finale           | Finale           | Finale           | Total     | Total |
| Athlète       | Cheval            | Compétition | Pénalités | Rang     | Pénalités     | Total         | Rang          | Pénalités        | Total            | Rang             | Pénalités        | Total            | Rang             | Pénalités | Rang  |
| ------------- | ----------------- | ----------- | --------- | -------- | ------------- | ------------- | ------------- | ---------------- | ---------------- | ---------------- | ---------------- | ---------------- | ---------------- | --------- | ----- |
| Harald Ambros | Vitorio du Montet | Individuel  | 36,5      | 49e      |               | 6,8           | e             |                  | 10               | e                | Eliminé          | Eliminé          | Eliminé          |           | 34e   |

### Escalade
| Athlète        | Compétition | Demi-finale | Demi-finale | Demi-finale | Demi-finale | Demi-finale | Demi-finale             | Demi-finale     | Finale   | Finale   | Finale   | Finale   | Finale | Finale                  | Finale          | Rang                                |
| Athlète        | Compétition | Bloc        | Bloc        | Bloc        | Bloc        | Bloc        | Points de la difficulté | Total de points | Bloc     | Bloc     | Bloc     | Bloc     | Bloc   | Points de la difficulté | Total de points | Rang                                |
| Athlète        | Compétition | Passages    | Passages    | Passages    | Passages    | Points      | Points de la difficulté | Total de points | Passages | Passages | Passages | Passages | Points | Points de la difficulté | Total de points | Rang                                |
| Athlète        | Compétition | 1er         | 2e          | 3e          | 4e          | Points      | Points de la difficulté | Total de points | 1er      | 2e       | 3e       | 4e       | Points | Points de la difficulté | Total de points | Rang                                |
| -------------- | ----------- | ----------- | ----------- | ----------- | ----------- | ----------- | ----------------------- | --------------- | -------- | -------- | -------- | -------- | ------ | ----------------------- | --------------- | ----------------------------------- |
| Jakob Schubert | Hommes      | 24.9        | 9.9         | 5.0         | 4.9         | 44.7        | 54.1                    | 98.8            | 24.7     | 9.3      | 0.0      | 9.6      | 43.6   | 96.0                    | 139.6           | Médaille de bronze, Jeux olympiques |
| Jessica Pilz   | Femmes      | 9.8         | 10.0        | 24.5        | 24.5        | 68.8        | 88.1                    | 156.9           | 24.9     | 24.6     | 5.0      | 4.8      | 59.3   | 88.1                    | 147.4           | Médaille de bronze, Jeux olympiques |

### Golf
| Athlète       | Compétition       | Jour 1  | Jour 1 | Jour 2  | Jour 2   | Jour 2 | Jour 3  | Jour 3   | Jour 3 | Jour 4  | Jour 4    | Jour 4 |
| Athlète       | Compétition       | Score   | Rang   | Score   | Total    | Rang   | Score   | Total    | Rang   | Score   | Total     | Rang   |
| ------------- | ----------------- | ------- | ------ | ------- | -------- | ------ | ------- | -------- | ------ | ------- | --------- | ------ |
| Sepp Straka   | Épreuve masculine | 67 (-4) | 6e     | 74 (+3) | 141 (-1) | 35e    | 70 (-1) | 211 (-2) | 34e    | 71 (0)  | 282 (-2)  | 35e    |
| Sarah Schober | Épreuve féminine  | 75 (+3) | 36e    | 73 (+1) | 148 (+4) | 36e    | 73 (+1) | 221 (+5) | 36e    | 79 (+7) | 300 (+12) | 47e    |
| Emma Spitz    | Épreuve féminine  | 75 (+3) | 36e    | 70 (-2) | 145 (+1) | 22e    | 75 (+3) | 220 (+4) | 32e    | 70 (-2) | 290 (+2)  | 29e    |

### Gymnastique artistique
| Athlète       | Compétition         | Qualifications | Qualifications      | Qualifications | Qualifications | Qualifications | Qualifications | Finale   | Finale              | Finale   | Finale   | Finale   | Finale   |
| Athlète       | Compétition         | Appareil       | Appareil            | Appareil       | Appareil       | Total          | Rang           | Appareil | Appareil            | Appareil | Appareil | Total    | Rang     |
| Athlète       | Compétition         | Saut           | Barres asymétriques | Poutre         | Sol            | Total          | Rang           | Saut     | Barres asymétriques | Poutre   | Sol      | Total    | Rang     |
| ------------- | ------------------- | -------------- | ------------------- | -------------- | -------------- | -------------- | -------------- | -------- | ------------------- | -------- | -------- | -------- | -------- |
| Charlize Mörz | Concours général    | 12.500         | 11.766              | 11.100         | 11.733         | 47.099         | 57e            | Eliminée | Eliminée            | Eliminée | Eliminée | Eliminée | Eliminée |
| Charlize Mörz | Saut de cheval      | 12.500         | -                   | -              | -              | -              | e              | Eliminée | Eliminée            | Eliminée | Eliminée | Eliminée | Eliminée |
| Charlize Mörz | Barres asymétriques | -              | 11.766              | -              | -              | -              | 70e            | Eliminée | Eliminée            | Eliminée | Eliminée | Eliminée | Eliminée |
| Charlize Mörz | Poutre              | -              | -                   | 11.100         | -              | -              | 75e            | Eliminée | Eliminée            | Eliminée | Eliminée | Eliminée | Eliminée |
| Charlize Mörz | Sol                 | -              | -                   | -              | 11.733         | -              | 70e            | Eliminée | Eliminée            | Eliminée | Eliminée | Eliminée | Eliminée |

### Judo
| Athlète             | Compétition     | 1er tour               | 2e tour                         | Quart de finale     | Demi-finale         | Repêchage           | Finale / CB         | Rang    |
| Athlète             | Compétition     | Adversaire Résultat    | Adversaire Résultat             | Adversaire Résultat | Adversaire Résultat | Adversaire Résultat | Adversaire Résultat | Rang    |
| ------------------- | --------------- | ---------------------- | ------------------------------- | ------------------- | ------------------- | ------------------- | ------------------- | ------- |
| Samuel Gassner      | Moins de 73 kg  | Bat Bayan 10 - 00      | Battu par Gjakova 00 - 10       | Éliminé             | Éliminé             | Éliminé             | Éliminé             | Éliminé |
| Wachid Borchashvili | Moins de 81 kg  | Bat Faizad 11 - 00     | Battu par Grigalashvili 01 - 00 | Éliminé             | Éliminé             | Éliminé             | Éliminé             | Éliminé |
| Aaron Fara          | Moins de 100 kg | Battu par Wolf 00 - 10 | Éliminé                         | Éliminé             | Éliminé             | Éliminé             | Éliminé             | Éliminé |

| Athlète           | Compétition    | 1er tour             | 2e tour                        | Quart de finale           | Demi-finale                 | Repêchage           | Finale / CB                  | Rang                                |
| Athlète           | Compétition    | Adversaire Résultat  | Adversaire Résultat            | Adversaire Résultat       | Adversaire Résultat         | Adversaire Résultat | Adversaire Résultat          | Rang                                |
| ----------------- | -------------- | -------------------- | ------------------------------ | ------------------------- | --------------------------- | ------------------- | ---------------------------- | ----------------------------------- |
| Katharina Tanzer  | Moins de 48 kg | Bat Wong 10 - 00     | Battu par Bavuudorjiin 00 - 10 | Eliminé                   | Eliminé                     | Eliminé             | Eliminé                      | Eliminé                             |
| Lubjana Piovesana | Moins de 63 kg | Bat Kuyulova 01 - 00 | Bat Renshall 01 - 00           | Battu par Alcaraz 01 - 00 | Non qualifié                | Bat Kim 10 - 00     | Battu par Agbegnenou 10 - 00 | 4e                                  |
| Michaela Polleres | Moins de 70 kg | Exempté              | Bat Yates-Brown 01 - 00        | Bat Gahié 10 - 00         | Battu par Butkereit 10 - 00 | Non disputé         | Bat Tsunoda Roustant 10 - 00 | Médaille de bronze, Jeux olympiques |

| Athlètes                                                                                            | Huitième de finale          | Quart de finale     | Demi-finale         | Repêchage           | Finale / CB         | Rang    |
| Athlètes                                                                                            | Adversaire Résultat         | Adversaire Résultat | Adversaire Résultat | Adversaire Résultat | Adversaire Résultat | Rang    |
| --------------------------------------------------------------------------------------------------- | --------------------------- | ------------------- | ------------------- | ------------------- | ------------------- | ------- |
| Wachid Borchashvili Aaron Fara Samuel Gassner Ljubjana Piovesana Michaela Polleres Katharina Tanzer | Battu par l'Allemagne 4 - 1 | Eliminé             | Eliminé             | Eliminé             | Eliminé             | Eliminé |

### Natation
| Athlète                                                       | Épreuve            | Séries        | Séries      | Demi-finales  | Demi-finales | Finale          | Finale  |
| Athlète                                                       | Épreuve            | Temps         | Rang        | Temps         | Rang         | Temps           | Rang    |
| ------------------------------------------------------------- | ------------------ | ------------- | ----------- | ------------- | ------------ | --------------- | ------- |
| Felix Auböck                                                  | 200 m nage libre   | Abandon       | Abandon     | Abandon       | Abandon      | Abandon         | Abandon |
| Felix Auböck                                                  | 400 m nage libre   | Non disputé   | Non disputé | 3 min 50 s 50 | 8e           | Eliminé         | Eliminé |
| Felix Auböck                                                  | 800 m nage libre   | 7 min 48 s 49 | 1er         | Eliminé       | Eliminé      | Eliminé         | Eliminé |
| Bernhard Reitshammer                                          | 100 m dos          | 55 s 13       | 4e          | Eliminé       | Eliminé      | Eliminé         | Eliminé |
| Bernhard Reitshammer                                          | 100 m brasse       | 59 s 68       | 6e          | 1 min 0 s 18  | 8e           | Eliminé         | Eliminé |
| Simon Bucher                                                  | 100 m papillon     | 51 s 55       | 4e          | 51 s 35       | 7e           | Eliminé         | Eliminé |
| Martin Espernberger                                           | 200 m papillon     | 1 min 55 s 19 | 3e          | 1 min 54 s 62 | 4e           | 1 min 54 s 17   | 6e      |
| Valentin Bayer Simon Bucher Heiko Gigler Bernhard Reitshammer | 4 × 100 m 4 nages  | 3 min 34 s 3  | 6e          | Non disputé   | Non disputé  | Eliminé         | Eliminé |
| Felix Auböck                                                  | 10 km en eau libre | Non disputé   | Non disputé | Non disputé   | Non disputé  | 2 h 3 min 0 s 5 | 24e     |
| Jan Hercog                                                    | 10 km en eau libre | Non disputé   | Non disputé | Non disputé   | Non disputé  | 2 h 1 min 3 s 8 | 21e     |

| Athlète      | Épreuve       | Séries       | Séries | Demi-finales | Demi-finales | Finale  | Finale  |
| Athlète      | Épreuve       | Temps        | Rang   | Temps        | Rang         | Temps   | Rang    |
| ------------ | ------------- | ------------ | ------ | ------------ | ------------ | ------- | ------- |
| Lena Kreundl | 200 m 4 nages | 2 min 15 s 4 | 2e     | Eliminé      | Eliminé      | Eliminé | Eliminé |

### Natation artistique
| Athlètes                                     | Compétition | Programmes | Programmes | Programmes  | Total    | Rang |
| Athlètes                                     | Compétition | Technique  | Libre      | Acrobatique | Total    | Rang |
| -------------------------------------------- | ----------- | ---------- | ---------- | ----------- | -------- | ---- |
| Anna-Maria Alexandri Eirini-Marina Alexandri | Duo         | 267.2533   | 288.4145   | Non disputé | 555.6678 | 4e   |

### Plongeon
| Athlète     | Compétition     | Tour préliminaire | Tour préliminaire | Demi-finale | Demi-finale | Finale  | Finale  |
| Athlète     | Compétition     | Points            | Rang              | Points      | Rang        | Points  | Rang    |
| ----------- | --------------- | ----------------- | ----------------- | ----------- | ----------- | ------- | ------- |
| Anton Knoll | Haut-vol à 10 m | 321.55            | 23e               | Eliminé     | Eliminé     | Eliminé | Eliminé |

### Taekwondo
| Athlète      | Compétition   | Éliminatoires         | Quart de finale     | Demi-finale         | Repêchage           | Finale / CB         | Rang    |
| Athlète      | Compétition   | Adversaire Résultat   | Adversaire Résultat | Adversaire Résultat | Adversaire Résultat | Adversaire Résultat | Rang    |
| ------------ | ------------- | --------------------- | ------------------- | ------------------- | ------------------- | ------------------- | ------- |
| Marlene Jahl | Plus de 67 kg | Battue par Zhou 2 - 0 | Eliminé             | Eliminé             | Eliminé             | Eliminé             | Eliminé |

### Tennis
| Joueur (n° de tête de série) | Compétition | 1/32e de finale            | 1/16e de finale             | 1/8e de finale      | Quarts de finale    | Demi-finales        | Finale / MB         |
| Joueur (n° de tête de série) | Compétition | Adversaire Résultat        | Adversaire Résultat         | Adversaire Résultat | Adversaire Résultat | Adversaire Résultat | Adversaire Résultat |
| ---------------------------- | ----------- | -------------------------- | --------------------------- | ------------------- | ------------------- | ------------------- | ------------------- |
| Sebastian Ofner              | Messieurs   | Bat Haase 7-5, 6-2         | Battu par Medvedev 6-2, 6,2 | Eliminé             | Eliminé             | Eliminé             | Eliminé             |
| Julia Grabher                | Dames       | Battu par Navarro 6-2, 6-0 | Eliminé                     | Eliminé             | Eliminé             | Eliminé             | Eliminé             |

### Tennis de table
| Athlète(s) (n° de tête de série) | Compétition | Tour préliminaire   | 1er tour             | 2e tour             | 3e tour             | Quart de finale     | Demi-finale         | Finale / MB         | Rang    |
| Athlète(s) (n° de tête de série) | Compétition | Adversaire(s) Score | Adversaire(s) Score  | Adversaire(s) Score | Adversaire(s) Score | Adversaire(s) Score | Adversaire(s) Score | Adversaire(s) Score | Rang    |
| -------------------------------- | ----------- | ------------------- | -------------------- | ------------------- | ------------------- | ------------------- | ------------------- | ------------------- | ------- |
| Daniel Habesohn                  | Simple      | Dispensé            | Battu par Robles 2-4 | Eliminé             | Eliminé             | Eliminé             | Eliminé             | Eliminé             | Eliminé |

| Athlète(s) (n° de tête de série) | Compétition | Tour préliminaire   | 1er tour                | 2e tour              | 3e tour             | Quart de finale      | Demi-finale         | Finale / MB         | Rang    |
| Athlète(s) (n° de tête de série) | Compétition | Adversaire(s) Score | Adversaire(s) Score     | Adversaire(s) Score  | Adversaire(s) Score | Adversaire(s) Score  | Adversaire(s) Score | Adversaire(s) Score | Rang    |
| -------------------------------- | ----------- | ------------------- | ----------------------- | -------------------- | ------------------- | -------------------- | ------------------- | ------------------- | ------- |
| Sofia Polcanova (15)             | Simple      | Dispensée           | Bat Cossio Aceves 4 - 0 | Bat Jieni Shao 4 - 2 | Bat Szocs 4 - 0     | Battu par Chen 4 - 0 | Eliminé             | Eliminé             | Eliminé |

### Tir
| Tireurs           | Compétition                  | Qualification | Qualification | Finale  | Finale  |
| Tireurs           | Compétition                  | Points        | Rang          | Points  | Rang    |
| ----------------- | ---------------------------- | ------------- | ------------- | ------- | ------- |
| Alexander Schmirl | Carabine à 10 m air comprimé | 627,7         | 26e           | Eliminé | Eliminé |
| Martin Strempfl   | Carabine à 10 m air comprimé | 627,2         | 28e           | Eliminé | Eliminé |
| Alexander Schmirl | Carabine à 50 m 3 positions  | 585-26x       | 28e           | Eliminé | Eliminé |
| Andreas Thum      | Carabine à 50 m 3 positions  | 580-24x       | 35e           | Eliminé | Eliminé |

| Tireuses        | Compétition                  | Qualification | Qualification | Finale  | Finale  |
| Tireuses        | Compétition                  | Points        | Rang          | Points  | Rang    |
| --------------- | ---------------------------- | ------------- | ------------- | ------- | ------- |
| Sylvia Steiner  | Pistolet à 10 m air comprimé | 569-14x       | 27e           | Eliminé | Eliminé |
| Sylvia Steiner  | Pistolet à 25 m              | 581-17x       | 17e           | Eliminé | Eliminé |
| Nadine Ungerank | Carabine à 10 m air comprimé | 626,1         | 28e           | Eliminé | Eliminé |
| Nadine Ungerank | Carabine à 50 m 3 positions  | 589-27x       | 7e            | 432,1   | 5e      |

| Tireurs                         | Compétition                  | Qualification 1 | Qualification 1 | Qualification 2 | Qualification 2 | Finale / MB          | Finale / MB |
| Tireurs                         | Compétition                  | Points          | Rang            | Points          | Rang            | Adversaires Résultat | Rang        |
| ------------------------------- | ---------------------------- | --------------- | --------------- | --------------- | --------------- | -------------------- | ----------- |
| Nadine Ungerank Martin Strempfl | Carabine à 10 m air comprimé | 625,5           | 15e             | Eliminé         | Eliminé         | Eliminé              | Eliminé     |

### Tir à l'arc
| Athlète          | Compétition | Tour préliminaire | Tour préliminaire | 1/32e de finale         | 1/16e de finale  | 1/8e de finale   | Quart de finale  | Demi-finale      | Finale / MB      | Rang    |
| Athlète          | Compétition | Score             | Rang              | Adversaire Score        | Adversaire Score | Adversaire Score | Adversaire Score | Adversaire Score | Adversaire Score | Rang    |
| ---------------- | ----------- | ----------------- | ----------------- | ----------------------- | ---------------- | ---------------- | ---------------- | ---------------- | ---------------- | ------- |
| Elisabeth Straka | Femmes      | 667               | 10e               | Battu par Roeffen 6 - 4 | Eliminé          | Eliminé          | Eliminé          | Eliminé          | Eliminé          | Eliminé |

### Trampoline
| Athlète      | Compétition       | Qualifications  | Qualifications | Qualifications | Qualifications | Finale        | Finale |
| Athlète      | Compétition       | Routine imposée | Routine libre  | Total          | Rang           | Routine libre | Rang   |
| ------------ | ----------------- | --------------- | -------------- | -------------- | -------------- | ------------- | ------ |
| Benny Wizani | Concours masculin | 54.990          | 12.460         |                | e              |               | e      |

### Triathlon
| Athlète       | Compétition | Natation (1,5 km) | Transition 1 | Vélo (40 km) | Transition 2 | Course (10 km) | Temps           | Résultat |
| ------------- | ----------- | ----------------- | ------------ | ------------ | ------------ | -------------- | --------------- | -------- |
| Tjebbe Kaindl | Hommes      | 21 min 21 s       | 47 s         | 51 min 18 s  | 27 s         | 35 min 8 s     | 1 h 49 min 1 s  | 33e      |
| Alois Knabl   | Hommes      | 20 min 33 s       | 54 s         | 51 min 57 s  | 56 s         | 32 min 33 s    | 1 h 46 min 23 s | 23e      |
| Julia Hauser  | Femmes      | 24 min 41 s       | 57 s         | 1 h39 s      | 32 s         | 34 min 55 s    | 2 h 1 min 44 s  | 32e      |
| Lisa Perterer | Femmes      | 27 min 52 s       | 1 min 3 s    | 1 h16 s      | 35 s         | 37 min 41 s    | 2 h 7 min 27 s  | 50e      |

| Athlète       | Natation (300 m) | Transition 1 | Vélo (8 km) | Transition 2 | Course (2 km) | Temps (athlètes) | Temps (équipe)              | Résultat |
| ------------- | ---------------- | ------------ | ----------- | ------------ | ------------- | ---------------- | --------------------------- | -------- |
| Julia Hauser  | 5 min 36 s       | 1 min 18 s   | 11 min 49 s | 30 s         | 6 min 14 s    | 25 min 27 s      | Eliminés à 1 tour de retard | 15e      |
| Tjebbe Kaindl | 5 min 2 s        | 1 min 6 s    | 10 min 15 s | 25 s         | 5 min 37 s    | 22 min 24 s      | Eliminés à 1 tour de retard | 15e      |
| Alois Knabl   | 4 min 10 s       | 1 min 7 s    | 9 min 37 s  | 24 s         | 5 min 19 s    | 20 min 37 s      | Eliminés à 1 tour de retard | 15e      |
| Lisa Perterer | 6 min 1 s        | Eliminé      | Eliminé     | Eliminé      | Eliminé       | Eliminé          | Eliminés à 1 tour de retard | 15e      |

### Voile
Nota : le résultat barré est le plus mauvais de l’athlète concerné. Il n’est pas pris en compte dans le total.
| Athlètes                       | Compétition  | Régates | Régates | Régates | Régates | Régates | Régates | Régates | Régates | Régates | Régates | Régates | Régates | Régates | Total net | Classement                     |
| Athlètes                       | Compétition  | 1       | 2       | 3       | 4       | 5       | 6       | 7       | 8       | 9       | 10      | 11      | 12      | CM      | Total net | Classement                     |
| ------------------------------ | ------------ | ------- | ------- | ------- | ------- | ------- | ------- | ------- | ------- | ------- | ------- | ------- | ------- | ------- | --------- | ------------------------------ |
| Benjamin Bildstein David Hussl | 49er         | 3       | 5       | 9       | 11      | 13      | 17      | 17      | 19      | 6       | 16      | 15      | 10      | Él.     | 122       | 14e                            |
| Valentin Bontus                | Formula Kite | 1       | 2       | 5       | 8       | 4       | 21      | 20      |         |         |         |         |         |         | 20        | Médaille d'or, Jeux olympiques |

| Athlètes       | Compétition  | Régates | Régates | Régates | Régates | Régates | Régates | Régates | Régates | Régates | Régates | Régates | Régates | Régates | Régates | Régates | Total net | Classement |
| Athlètes       | Compétition  | 1       | 2       | 3       | 4       | 5       | 6       | 7       | 8       | 9       | 10      | 11      | 12      | 13      | 14      | CM      | Total net | Classement |
| -------------- | ------------ | ------- | ------- | ------- | ------- | ------- | ------- | ------- | ------- | ------- | ------- | ------- | ------- | ------- | ------- | ------- | --------- | ---------- |
| Lorena Abicht  | IQFoil       | 10      | 18      | 22      | 25      | 22      | 23      | 25      | 24      | 22      | 22      | 21      | 11      | 25      | 20      | Él.     | 240       | 23e        |
| Alina Kornelli | Formula Kite |         |         |         |         |         |         |         |         |         |         |         |         |         |         |         |           | e          |

| Athlètes                 | Compétition | Régates | Régates | Régates | Régates | Régates | Régates | Régates | Régates | Régates     | Régates     | Régates     | Régates     | Régates | Total net | Classement                     |
| Athlètes                 | Compétition | 1       | 2       | 3       | 4       | 5       | 6       | 7       | 8       | 9           | 10          | 11          | 12          | CM      | Total net | Classement                     |
| ------------------------ | ----------- | ------- | ------- | ------- | ------- | ------- | ------- | ------- | ------- | ----------- | ----------- | ----------- | ----------- | ------- | --------- | ------------------------------ |
| Tanja Frank Lukas Haberl | Nacra 17    | 16      | 12      | 14      | 15      | 16      | 15      | 15      | 3       | 8           | 9           | 10          | 16          | Eliminé | 133       | 15e                            |
| Lukas Mähr Lara Vadlau   | 470         | 20      | 5       | 3       | 1       | 7       | 1       | 5       | 2       | non disputé | non disputé | non disputé | non disputé | 14      | 38        | Médaille d'or, Jeux olympiques |

### Volley-ball

#### Beach-volley
| Athlètes                     | Compétition      | Tour préliminaire                               | Tour préliminaire                                | Tour préliminaire                              | Tour préliminaire | 1/8e de finale    | Quart de finale   | Demi-finale       | Finale / MB       | Rang    |
| Athlètes                     | Compétition      | Adversaires Score                               | Adversaires Score                                | Adversaires Score                              | Rang              | Adversaires Score | Adversaires Score | Adversaires Score | Adversaires Score | Rang    |
| ---------------------------- | ---------------- | ----------------------------------------------- | ------------------------------------------------ | ---------------------------------------------- | ----------------- | ----------------- | ----------------- | ----------------- | ----------------- | ------- |
| Julian Hoerl Alexander Horst | Tournoi masculin | Battu par Evandro Oliveira / Arthur Lanci 0 - 2 | Battu par Ondrej Perusic / David Schweiner 0 - 2 | Battu par Sam Schachter / Daniel Dearing 2 - 0 | 4e                | Eliminé           | Eliminé           | Eliminé           | Eliminé           | Eliminé |